# Adam Szymański
Adam Szymański pseudonym A. Lach (16. července 1852 Hruszniew, Ruská říše – 6. dubna 1916 Moskva) byl polský spisovatel, publicista, právník.

## Životopis
Adam Szymański se narodil v Hruszniewu (nyní Polsko), studoval gymnázium v Siedlcích. Právnická studia na univerzitě ve Varšavě dokončil r. 1877.
Angažoval se v „Rządzie Narodowym“ Adama Stanisława Sapiehy z roku 1877 a pomohl Janu Ludwiku Popławskému založit a vést svaz "Synów Ojczyzny“, socialistickou skupinu prezentovanou jako vlastenecká verze sítě Ludwika Waryńského. Za tuto činnost byl v letech 1878–1879 vězněn v desátém pavilonu varšavské citadely.
Byl vyhoštěn na Sibiř, kde prováděl geografický výzkum a etnografický výzkum Jakutů. Zpočátku zůstal uvnitř Jakutska, od roku 1882 byl v Kirensku a Balagansku (Irkutská oblast). Zásluhou Lorise Melika mohl od roku 1885 pobývat v evropské části Ruska, mimo území bývalého Polska. Ve stejném roce se stal členem Imperiální ruské geografické společnosti. Ze Sibiře se vrátil r. 1895, usadil se ve Varšavě a od roku 1902 žil v Krakově.
V letech 1904–1913 vydával a redigoval časopis "Reforma Szkolna". Jeho „Szkice“ byly přeloženy téměř do všech evropských jazyků. Byl manželem Nadieżdy Smeckiej, se kterou měl syna Jana (1881–1953). Adam Szymański zemřel a byl pohřben v Moskvě.

## Dílo
- Srul z Lubartowa (1885) – opowiadanie, weszło w skład tomu Szkice, pierwodruk w czasopiśmie "Kraj" – wydanie z roku 1897 na Wikiźródłach
- Jak siać, aby i praca ludzka, i ziarno nie szły na marne?: ważne wiadomości o siewie dla użytku i najmniejszych, i największych gospodarstw: z wieloma rysunkami i z wiadomością o siewnikach wędrownych Poznaň: vlastním nákladem, 1894
- Unter Ansiedlern und Verschickten; pol. Wśród osadników i deportowanych (1894)
- Maciej Mazur: szkic z Syberyi (1904) – pamiętniki
- Najlepsy elementarz świata: znakomity elementarz Polski Konrada Prószyńskiego – Krakov: Jagellonská univerzita, 1904
- Wśród Słoweńców: szkice z życia uspolecznionych pobratymców (1907)
- Z jakuckiego Olimpu: baśń – Kraków: v. n., 1910
- Aksinja: Opowiadanie z życia moskiewskiej Lechii (1911)
- Lew Tołstoj: Istota jego działalności – broszura, zaw. "zagajenie" ku czci pisarza. Kraków: v. n., 1911
- Głos w sprawie rapperswilskiej – Kraków, v. n., 1911
- Stolarz Kowalski: Opowiadanie syberyjskie – Varšava: Gebethner i Wolff, 1912–
- Szkice: Maciej Mazur: Srul z Lubartowa: Stolarz Kowalski: Dwie Modlitwy – Moskva: Janusz Szymański, 1916
- Matka (Pani Kozłowska): szkic – z cyklu "Rok 1863" – Warszawa. Księgarnia Ossolineum, 1921
- Szkice – Adam Szymański; wstęp i opracowanie Bogdan Burdziej. Kraków: "Universitas", 1998
- Cinemas of therapeutic activism: depression and the politics of existence – Amsterdam: Amsterdam University Press, 2020

### V češtině
- Dva světy: román. Svazek III. – J. I. Kraševský; Obrázky sibiřské – Adam Szymański. Přeložil Pavel Josef Šulc. Praha: Alois Hynek, 1888
- Dvě modlitby – úvod František Sekanina; př. Josef Horák; in: 1000 nejkrásnějších novel... č. 53. Praha: J. R. Vilímek, 1913